# Floor Spaan
Floor Spaan (Broek in Waterland, 10 mei 2003) is een voetbalspeelster uit Nederland. Ze speelt als aanvaller voor AZ in de Vrouwen Eredivisie.

## Clubcarrière
Spaan speelde in haar jeugdjaren voor SDOB, Rkav Volendam en SV Kadoelen. In 2020 stapte ze over naar het beloftenteam van Telstar.
In het seizoen 2022/23 maakte ze deel uit van Jong VV Alkmaar. Dat seizoen mocht ze ook al geregeld minuten maken in de Vrouwen Eredivisie. Op 23 september 2023 maakt Spaan haar debuut in de Eredivisie in een 2-2 gelijkspel uit bij Sc Heerenveen. Op de eerste speeldag in het seizoen 2023/24 maakt Spaan haar eerste doelpunt in de Eredivisie in een 1-1 gelijkspel tegen Excelsior Rotterdam.
Op 18 november 2023 maakt Spaan de 0-1 in de uitwedstrijd bij FC Utrecht. Dit doelpunt valt al na 11 seconden en dit maakt het het snelste doelpunt in de Eredivisie sinds de statistieken worden bijgehouden sinds het seizoen 2020/21.
Spaan tekende op 16 juni 2025 een nieuw contract die haar tot medio 2026 aan AZ verbonden houdt.

## Statistieken
| Seizoen   | Club       | Land      | Competitie         | Wedstrijden | Doelpunten |
| --------- | ---------- | --------- | ------------------ | ----------- | ---------- |
| 2022-2023 | VV Alkmaar | Nederland | Vrouwen Eredivisie | 14          | 0          |
| 2023/24   | AZ         | Nederland | Vrouwen Eredivisie | 21          | 11         |
| 2024/25   | AZ         | Nederland | Vrouwen Eredivisie | 22          | 5          |
| Totaal    | Totaal     | Totaal    | Totaal             | 43          | 16         |

Bijgewerkt t/m 16 juni 2025.
2 Caprino ·
3 De Ridder ·
4 Woons ·
5 Mol ·
6 Colin ·
7 Van der Most ·
8 De Vette ·
9 Spaan ·
10 Van Lunteren ·
11 Kroese ·
12 Blom ·
13 Copier ·
14 Op de Weegh ·
15 Groot ·
16 Booms ·
17 Zijp ·
18 Boukakar ·
20 Van Bentum ·
21 Van Uden ·
22 Thomas ·
23 Stoop ·
Coach: De Vogel
· Keeperstrainer: Keizer